# Ветчинный кожеед

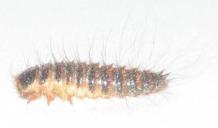
Личинка Dermestes lardarius

Ветчинный кожеед (лат. Dermestes lardarius) — вид жуков-кожеедов.

## Распространение
Европа, Кавказ, Сибирь, Казахстан. Завезен во многие регионы мира, например в США и Канаду.

## Описание
Обычный синантропный вид кожеедов. Длина 7—9,5 мм. Переднеспинка взрослых жуков в чёрных волосках с пятнышками из желтоватых волосков. Перевязь на надкрыльях в желтовато-серых волосках. Верх личинок темно-бурый с буроватыми волосками. Задние края тергитов брюшка личинок покрыты хетами приблизительно равной длины. Развиваются на любых видах продуктов на складах, в гнёздах и норах позвоночных животных (птиц и млекопитающих) и на их трупах, реже у беспозвоночных (у шмелей и пчёл).

## Значение
Личинки перед окукливанием вгрызаются в окружающую тару, повреждая древесину, мануфактуру, книги, телефонные кабели. Вредят шелководству, пчеловодству и птицеводству и зоологическим коллекциям. Также используются таксидермистами для очистки скелетов.

## Классификация
- Подрод Dermestes (Dermestes)
  - Dermestes lardarius Linnaeus, 1758 — Ветчинный кожеед